# Harrijoki (vattendrag i Finland, Lappland, lat 68,68, long 26,82)
Harrijoki är ett vattendrag i Finland.   Det ligger i landskapet Lappland, i den norra delen av landet, 900 km norr om huvudstaden Helsingfors. Harrijoki ligger vid sjön Hammasjärvi.